# Дорожная сеть Бутана

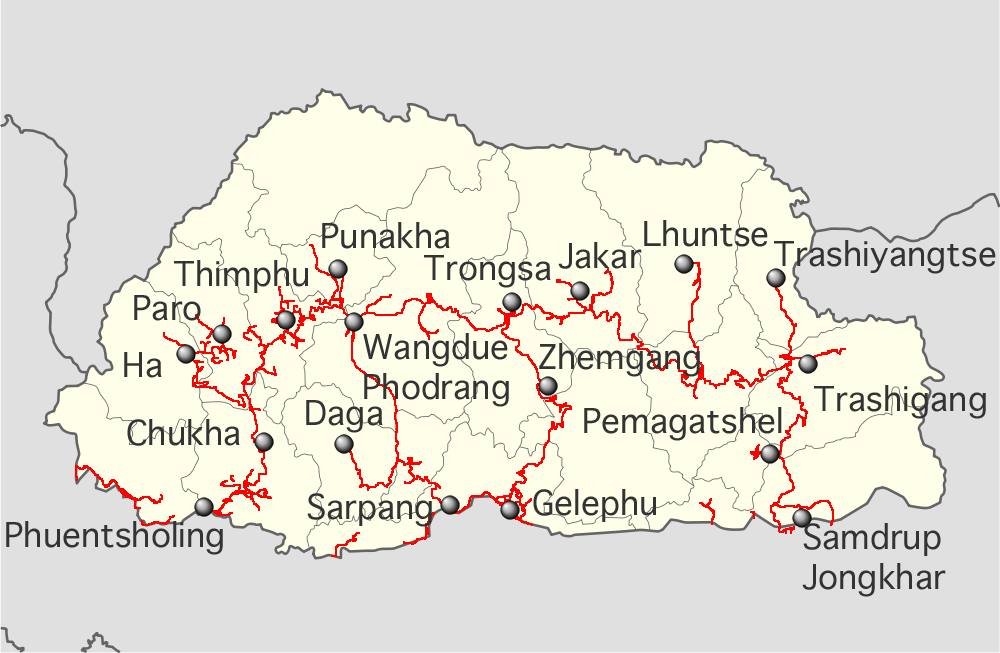
Дорожная сеть Бутана

Дорожная сеть Бутана группируется вокруг главной трассы (Lateral Road) длиной 577 км, которая тянется от Пхунчхолинга недалеко от индийской границы и заканчивается в Трашиганге на востоке страны. Главная трасса проходит через города Вангди-Пходранг, Тронгса, Джакар и Монгар. Ответвления от неё идут к другим городам страны — в первую очередь к столице Тхимпху, городам Паро, Пунакха и другим центрам.
Главная трасса была построена в 1962 году. Ширина дороги составляет всего 2,5 метра. Дорожные знаки и разметка встречаются редко. По правилам скорость движения должна составлять 15 км/ч, что должно снизить количество ДТП. В некоторых местах дорога находится на высоте 3000 м над уровнем моря. Пхунчхолинг соединён с индийской границей самым коротким азиатским маршрутом AH48, длина которого составляет всего 1 км.
Главная трасса проходит через высокие перевалы — Тремо-ла, Дочу-ла, Трумшинг-ла. Самый высокий перевал находится в Чапча;.
Помимо главной трассы и шоссейных ответвлений существуют ещё сельскохозяйственные (фермерские) дороги для подъезда к деревням, лесам и полям в гевогах, тем не менее далеко не все деревни обеспечены автомобильным подъездом, и коммуникация с дальними деревнями осуществляется через вьючные тропы.

## Бутанские дороги и общество
Строительство главной трассы осуществлялось в значительной мере с помощью индийских и непальских рабочих. Необходимость дорог обосновывалась укреплением безопасности страны и коммуникациями населения. Появление дорожной сети привело к созданию инфраструктуры и объединения различных групп населения и народностей в единое государство.
Основные перевозки осуществляются с помощью восьмитонных грузовиков (224 KW) индийской фирмы Tata, которые нередко перегружены и приводят к износу дорог. Создана также сеть государственных и частных автобусов, а также службы доставки машинами с четырёхколёсным приводом.

## Безопасность на дорогах

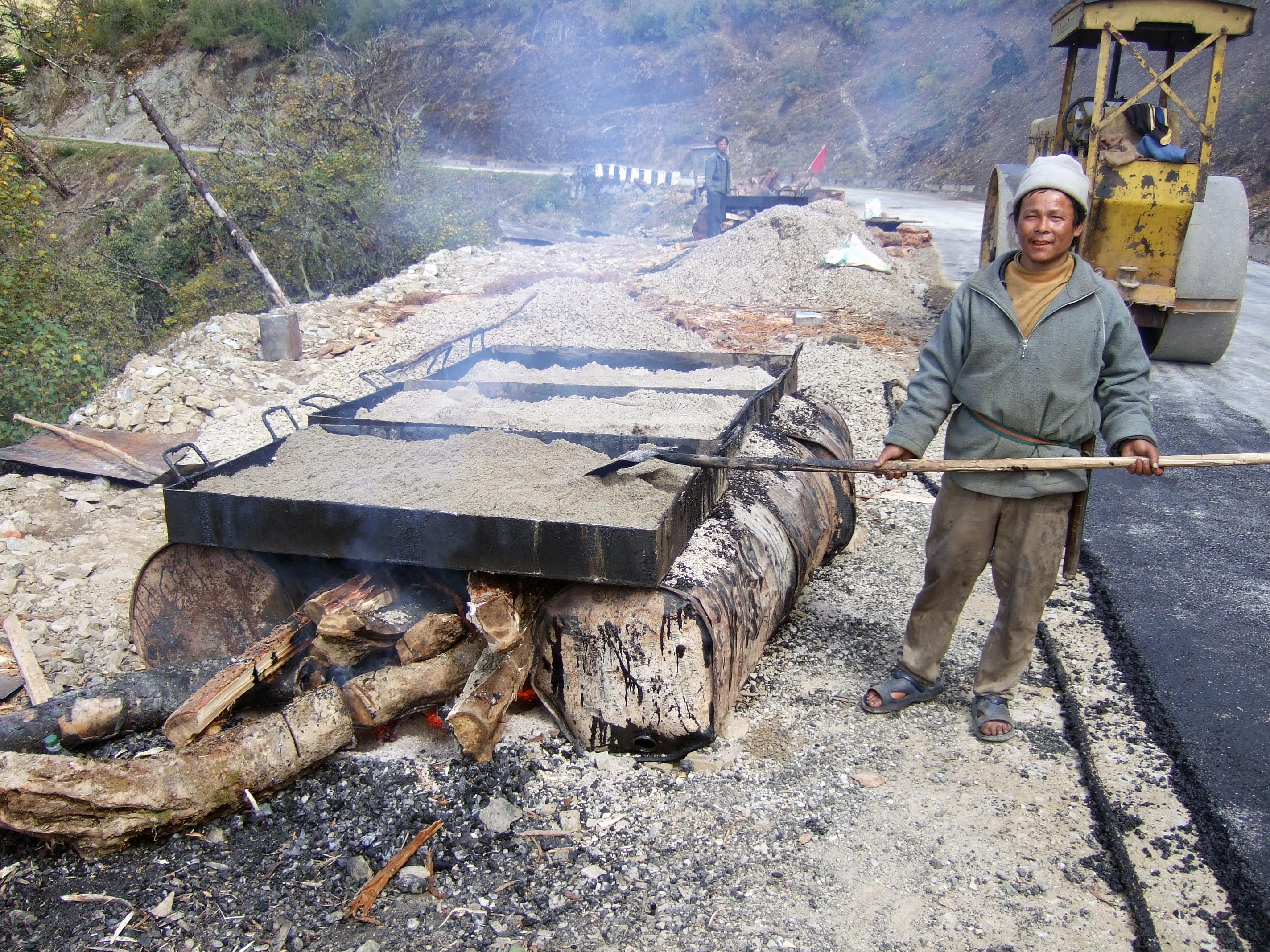
Строительство дорог в Бутане

Трудность поддержания горных дорог в Бутане заключается в геологической нестабильности, оползнях, лавинах и снежных заносах. Специальные группы индийских рабочих наблюдают за перевалами и обслуживают дороги в случае завалов. Отмечаются трудности и низкая техническая оснащённость дорожных служб. Ведутся работы по облегчению обслуживания дорог. Имеется японский проект замены мостов на широкие двуполосные.
Зимой во времена снегопадов перевалы нередко закрываются. В этот период движение запрещено, но на свой страх и риск частные автомобили иногда пытаются всё же пройти перевалы, такие как Трумшинг-ла. Завалы расчищаются нередко путём тяжёлой ручной работы. При этом рабочие испытывают трудности при восхождении на перевал.
Для увеличение надёжности сети правительство Бутана планирует создать объездную дорогу, минуя Трумшинг-ла через деревню Шингкар (Ура (гевог), Бумтанг, см. также Шингкхар-лакханг) и Горган (Менби (гевог), Лхунце), путь в Лхунце сократится на 100 км и 3 часа. Хотя экологи противятся проекту, правительство всё равно намерено его осуществить.